# Юркович, Иван
Иван Юркович (словен. Ivan Jurković, род. 10 июня 1952 года, Кочевье, Словения, Югославия) — словенский прелат и ватиканский дипломат. Титулярный архиепископ Крбавы с 28 июля 2001. Апостольский нунций в Белоруссии с 28 июля 2001 по 22 апреля 2004. Апостольский нунций на Украине с 22 апреля 2004 года по 19 февраля 2011. Апостольский нунций в Российской Федерации с 19 февраля 2011 по 13 февраля 2016. Апостольский нунций в Узбекистане с 22 июля 2011 по 13 февраля 2016. Постоянный наблюдатель Святого Престола при структурах ООН в Женеве и Всемирной торговой организации с 13 февраля 2016 по 5 июня 2021. Апостольский нунций в Канаде с 5 июня 2021.

## Биография

### Образование и священство
29 июня 1977 года был рукоположен в священника. В 1978 году окончил обучение на теологическом факультете Люблянского университета.

### На дипломатической службе Святого Престола
Изучал дипломатию в Папской Церковной академии и 1 мая 1984 года поступил на дипломатическую службу Святого Престола. В 1984—1988 годах — секретарь Апостольской нунциатуры в Южной Корее. В 1988 году стал доктором канонического права в Папском Латеранском университете. В 1988—1992 годах — аудитор Апостольской нунциатуры в Колумбии. В 1992—1996 годах — советник Представительства Святого Престола в Российской Федерации. В 1993—1996 годах — профессор канонического права в Католическом богословском колледже святого Фомы Аквинского. Впоследствии, советник в Государственном секретариате Святого Престола по вопросам Организации по безопасности и сотрудничеству в Европе (ОБСЕ).

### Папский нунций

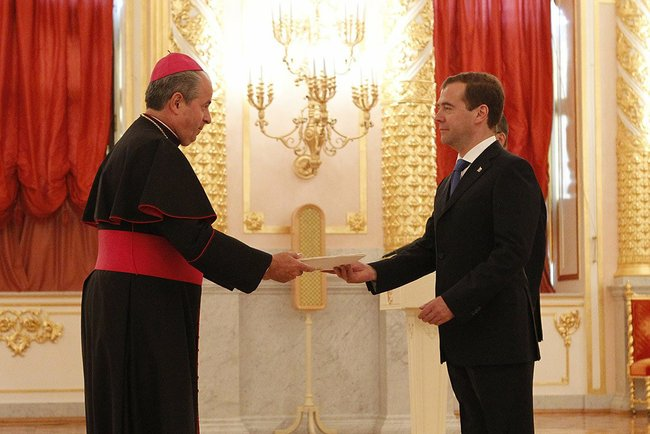
Верительную грамоту Президенту России вручает посол Святого Престола Иван Юркович. Москва. Кремль. 14 июля 2011 года

С 28 июля 2001 года по 22 апреля 2004 года — апостольский нунций в Белоруссии. 28 июля 2001 года назначен титулярным архиепископом региона Крбава. 6 октября 2001 года хиротонисан в Любляне. С 22 апреля 2004 года апостольский нунций на Украине, 16 июня 2004 года — представил свои верительные грамоты).
19 февраля 2011 года Папа Римский Бенедикт XVI назначил Ивана Юрковича Апостольским нунцием в Российской Федерации.
14 июля 2011 года вручил верительные грамоты Президенту Российской Федерации Дмитрию Анатольевичу Медведеву.
С 22 июля 2011 года по 13 февраля 2016 года — Апостольский нунций в Узбекистане по совместительству.
27 марта 2013 года — назначен Папой Франциском Чрезвычайным Посланником со специальным поручением принять участие в церемонии инаугурации Президента Республики Армения Сержа Саргсяна.
13 февраля 2016 года назначен постоянным наблюдателем Святого Престола при отделении ООН и специализированных учреждениях ООН в Женеве и постоянным наблюдателем Святого Престола при Всемирной торговой организации.
22 апреля 2016 года вручил верительные грамоты Генеральному директору отделения ООН в Женеве Михаэлю Мёллеру.
5 июня 2021 года назначен апостольским нунцием в Канаде.

## Труды
- «Каноническое право о браке» (Москва, 1993);
- «Каноническое право о Народе Божием» (Москва, 1995);
- «Латино-русский словарь терминов и выражений. Кодекс канонического права» (совместно с А. Ковалем, Москва, 1995);
- «Церковное право о Народе Божием и о браке» (второе издание, Москва, 2000).

## Награды
- Конвентуальный капеллан ad honorem Большого Креста Суверенного Военного Странноприимного Ордена Святого Иоанна, Иерусалима, Родоса и Мальты.
- Орден УПЦ (МП) святого равноапостольного князя Владимира II степени (2011 год)[8]
- Золотая медаль «За выдающийся вклад в развитие РНИМУ им. Н. И. Пирогова» (вручена 9 декабря 2014 года) — за развитие идеологии международного университета и создание международного университета[9]

## Владение языками
Кроме родного словенского владеет итальянским, английским, русским, испанским, немецким, французским и украинским языками.